# Renault Express
Renault Express è un furgone prodotto da Renault tra il 1985 e il 2000.
Sui mercati di lingua tedesca era noto come Renault Rapid e nel Regno Unito come Renault Extra)

## Il contesto

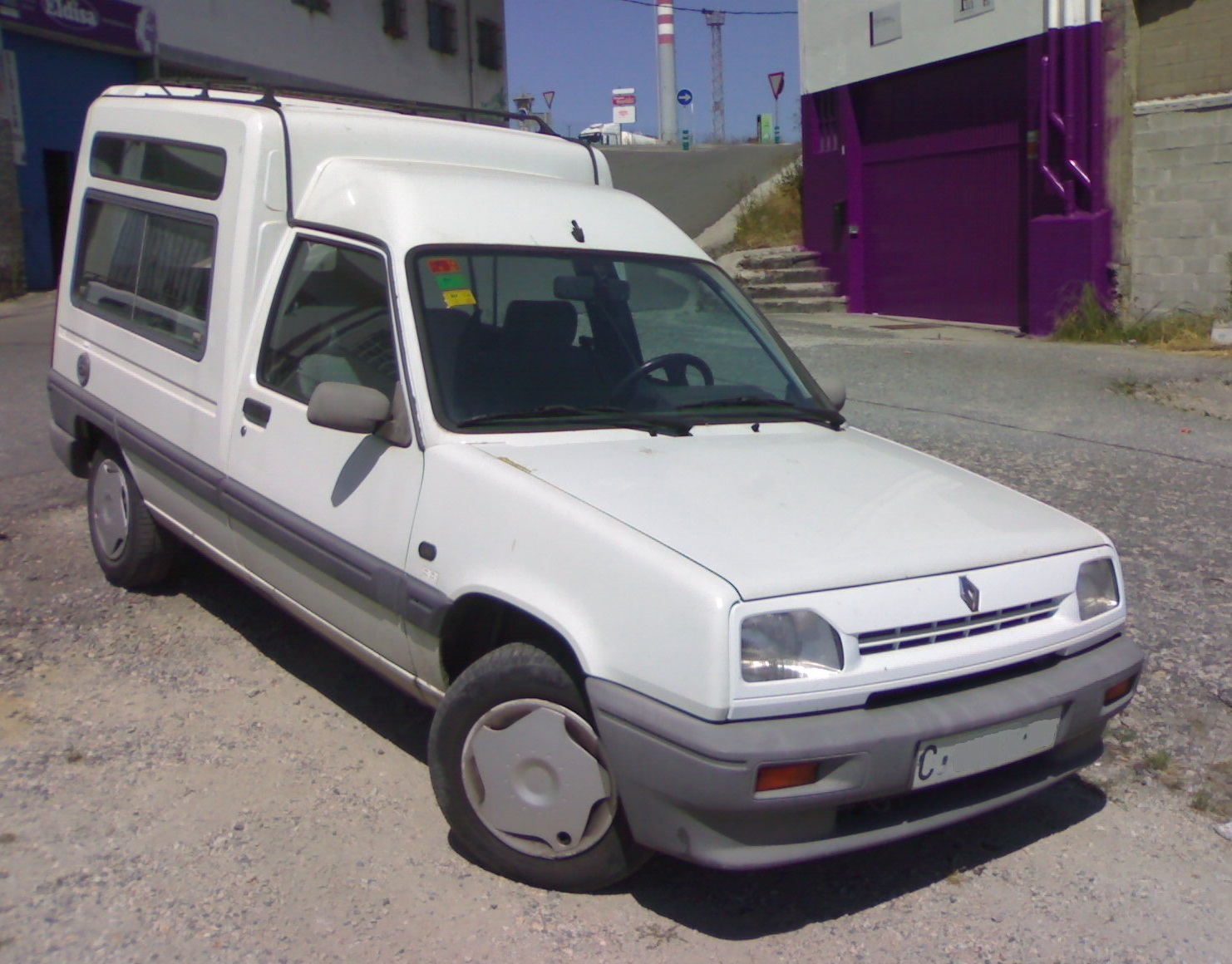
Il primo restyling del 1991

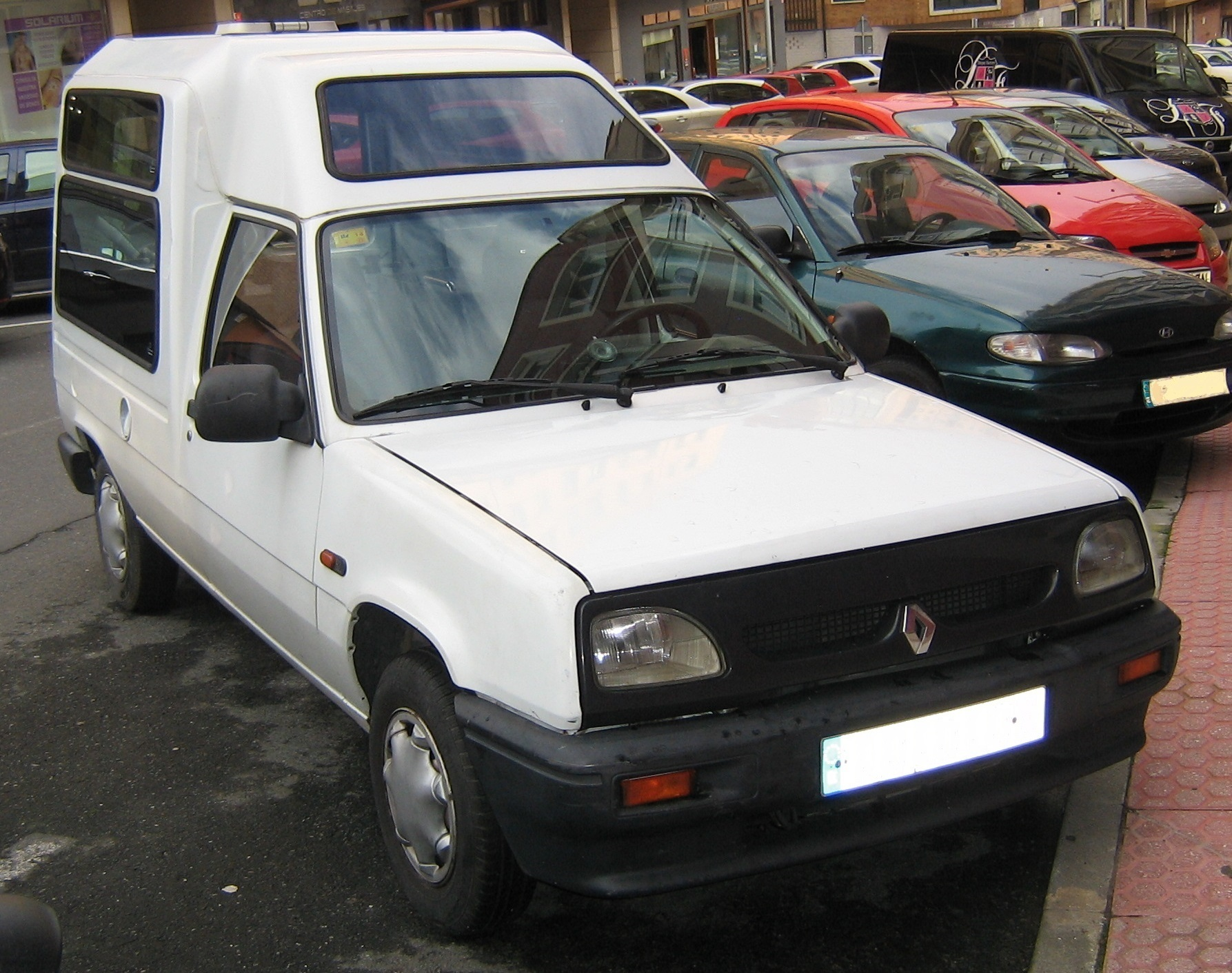
Il secondo restyling del 1994

Rappresentò la versione furgonata della Renault 5 e della sua erede Renault Supercinque, di cui riprende la scocca e la meccanica. Tuttavia la presenza di un frontale dedicato l'ha subito distinta dal modello da cui deriva.
Durante la prima fase della sua fabbricazione, durata sino al 1992, poteva essere equipaggiata da motori a benzina da 956, 1.108 e 1.397 cm³ e da un motore diesel da 1,6 litri. In seguito quest'ultimo venne sostituito da un 1,9 l e la versione di minore cilindrata tra quelli a benzina è stata tolta dal listino.
Nel corso della sua storia, il veicolo ha subito due restyling, nell'estate 1991 e all'inizio del 1994, visibili soprattutto sul frontale.
Nonostante sia stata sostituita nel 1997 dalla Renault Kangoo, ha continuato ad essere venduta per parecchi anni come veicolo commerciale a basso costo fino al 2000, e venne fabbricata e venduta in Turchia e nell'America Latina fino al 2002.

### Riutilizzo del nome
La denominazione Express è stata riutilizzata dalla Renault per un veicolo commerciale compatto prodotto dal 2020 in Marocco e derivato dal Renault Kangoo di terza generazione.
Il nuovo Express nasce come veicolo low cost successore del Dacia Dokker.